# Mary Gibson Henry
Mary Gibson Henry (1884 - 1967) fue una botánica y recolectora de plantas estadounidense de Filadelfia.

## Biografía
La señora Henry tuvo un gran interés de por vida en la botánica, y después de que sus hijos hubieron crecido y tuvo más autonomía, en su coche conducido por su chofer, se dedicó a buscar y recolectar plantas en las áreas alejadas del llano costero, Piedmont, y los montes Apalaches, y en la Meseta de Ozark, y en las Montañas Rocosas desde Nuevo México a la Columbia Británica. Como ella recordó en sus memorias:
"Y pronto aprendí que las plantas raras y hermosas se pueden encontrar solamente en los lugares que son difíciles de acceso.... A menudo una tiene que empujarse a una misma a través o culebrear bajo malezas, con resultados torpes para la ropa y muchos cortes profundos y rasguños.... El vadear, generalmente a través de pantanos infestados de serpientes de cascabel, agrega un inmenso interés al trabajo del día."
Su finca particular de 50 acres que convirtió en un jardín botánico privado, es actualmente el Henry Foundation for Botanical Research, y se encuentra abierta al público.
Fue presidenta de la American Horticultural Society. 
La especie Hymenocallis henryae está nombrada en su honor.
- La abreviatura «M.K.Henry» se emplea para indicar a Mary Gibson Henry como autoridad en la descripción y clasificación científica de los vegetales.[1]